# Trimeria grandifolia
Trimeria grandifolia là một loài thực vật có hoa trong họ Liễu. Loài này được (Hochst.) Warb. miêu tả khoa học đầu tiên năm 1893.